# Болезнь Педжета
Болезнь Педжета — хроническое заболевание, развивающееся вследствие нарушенного костного ремоделирования, приводящее к увеличению размера и деформации костей, проявляющееся болями в костях, патологическими переломами и артритами близлежащих суставов, в редких случаях с развитием злокачественного процесса (саркома Педжета). В большинстве случаев поражаются осевой скелет и такие его отделы, как таз, бедренная кость, большеберцовая кость, поясничный отдел позвоночника, лопатка, кости черепа.

## Эпидемиология
Частота заболевания равна 1,5-8 % в популяции. Чаще страдают данным заболеванием мужчины старше 50-55 лет. Представители европеоидной расы заболевают чаще. Случаи заболевания в Скандинавских странах, Азии редки.

## Этиология
В настоящее время точная причина заболевания не известна, однако существуют следующие теории о причинах возникновения болезни Педжета:
- экологическая;
- вирусная;
- генетическая.

Все больше факторов склоняет врачей предполагать генетическую этиологию заболевания. К настоящему времени описаны мутации в генах SQSTM1 (кодирует белок p62, регулирующий функцию остеокластов), RANK (кодирует рецептор активатора ядерного фактора кВ — мембранный белок 1 типа, экспрессируемый на поверхности остеокластов, вовлеченный в их активацию при связывании с лигандом), а также локусах 5q31 и 6p.
Вирусная этиология до конца не доказана, однако, предполагают, что вирус активирует аномальную активность остеокластов только у генетически предрасположенного пациента.

## Патогенез
В патогенезе заболевания выделяют 4 стадии:
1. Стадия повышенной активности остеокластов.
2. Стадия остеокласто-остеобластной активности.
3. Стадия повышенной активности остеобластов.
4. Стадия злокачественной дегенерации.

Почти у 40 % больных выявляется отягощенный семейный анамнез, характеризующийся аутосомно-доминантным типом наследования.

## Клиническая картина
Больные предъявляют жалобы на сильные костные боли, деформации костей, глухоту и патологические переломы, однако, встречаются случаи бессимптомного течения заболевания. Наиболее подвержены деформациям бедренная и большеберцовая кости, так как испытывают бо́льшие нагрузки массой тела. Глухота может быть вызвана сдавлением слухового нерва вследствие остеосклероза височной кости.
При тяжелом течении болезни Педжета (15 % случаев) происходит формирование артериовенозных фистул в костях с развитием такой сердечно-сосудистой патологии, как гипертрофия сердца, сердечная недостаточность, кальцификация митрального клапана.
Могут наблюдаться неврологические симптомы: избыточное давление на головной мозг, спинной мозг, нервные корешки, снижение (синдром обкрадывания) кровоснабжения головного и спинного мозга, нарушения слуха и зрения.
Редким (менее чем у 1 % пациентов) осложнением болезни Педжета является остеосаркома.

## Диагностика
Стандартное биохимическое исследование обладает огромной диагностической ценностью, так как более чем в 80 % случаев выявляется повышение активности щелочной фосфатазы.
Основным инструментальным методом диагностики является рентгенография. Типичными рентгенологическими признаками являются остеосклероз, чередующийся участками остеолиза, увелечение кости и деформация. Возможно проведение сцинтиграфии костей, которая позволит определить распространённость заболевания и выявить возможные асимптомные поражения костей. При возможном метастатическом поражении костей следует проведение костной биопсии.

## Лечение
В первую очередь лечение должно быть направлено на купирование болевого статуса. Назначают анальгетики или НПВП, если эти мероприятия неэффективны, то следует применять бисфосфонаты. Препаратами выбора при болезни Педжета являются аминобисфосфонаты (золедроновая кислота). Они подавляют биохимические маркеры костного метаболизма. При резистентности к данной терапии применяют синтетический кальцитонин как альтернативу.